# 查理·克里斯特
查理·克里斯特（英語：Charlie Crist；1956年7月24日—）是美国的一位政治人物，曾擔任佛羅里達州州長與聯邦眾議員。

## 簡介
在2007年至2011年期間，查理·克里斯特擔任第44任佛羅里達州州長職務，接替共和黨的傑布·布希。
克里斯特以共和黨員身份開始他的政治生涯。2010年底，他退出共和黨，成為無黨籍參加參議院選舉，但敗給共和黨候選人。
2012年，他加入了民主黨，並支持巴拉克·歐巴馬連任。他在2014年佛羅里達州長選舉中代表民主黨參選，但敗給共和黨時任州長。2022年佛罗里达州州长选举中再度敗選。